# Удино (усадьба)
Удино — небольшая средней руки усадьба в одноимённой деревне Дмитровского района Московской области.
Основана во второй половине XVII века Чаплиными. «Село это ударено было челом в 1708 году Царевне Наталье Алексеевне вдовой боярина Кондратья Фомича Нарышкина Акулиной Семеновной дочерью стольника Чаплина». В 1722 году Екатериной I было пожаловано стольнику, князю Андрею Фёдоровичу Вяземскому. В 1760-1780-х принадлежала князю И. А. Вяземскому, затем его сыну А. И. Вяземскому, который вскоре после смерти отца продал усадьбу за 16 000 рублей князю Ю. В. Долгорукову[уточнить].
В дальнейшем усадьбой владели:
- надворный советник Графф, в середине и второй половине XIX века;
- г-жа Гинденбург, 1890;
- Д.А. Мантухин, 1911[2].

Деревянные усадебные дома: постройки Вяземского и более поздний, Долгорукова — не сохранились. До наших дней дошла миниатюрная кирпичная с белокаменными деталями Покровская церковь (1789) с прекрасной акустикой. Но наиболее интересной частью усадьбы является парк с оригинальным набором пород деревьев: сибирская пихта, пенсильванский ясень и др.
В усадьбе снимались некоторые эпизоды фильма «Гусарская баллада», а также клип рок-группы «Конец фильма» на песню «Не завидуй».